# Roger Thompson
Roger Thompson (Parrocchia di Clarendon, 19 dicembre 1991) è un ex calciatore canadese, di ruolo difensore.

## Carriera

### Club
A livello collegiale, Thompson ha giocato per i Graceland Yellowjackets e per i Cincinnati Bearcats. È poi diventato professionista in Finlandia, militando nelle file del VIFK. Successivamente, ha vestito le maglie dell'IFK Mariehamn (con cui ha giocato 50 partite nella prima divisione finlandese e 2 partite nei turni preliminari di Europa League) e dell'Ekenäs, per poi trasferirsi in Germania per giocare nel Baunatal. Nel corso del 2015, ha firmato per gli svedesi del Trelleborg.

### Nazionale
Thompson ha rappresentato il Canada a livello Under-20, partecipando al campionato nordamericano di categoria del 2011.